# Lypsimena tomentosa
Lypsimena tomentosa är en skalbaggsart som beskrevs av Chemsak och Linsley 1978. Lypsimena tomentosa ingår i släktet Lypsimena och familjen långhorningar.
Artens utbredningsområde är Venezuela. Inga underarter finns listade i Catalogue of Life.